# Anne-Marie Audouyn de Pompéry
Anne-Marie Audouyn de Pompéry (son nom de jeune fille était Anne-Marie Audouyn du Cosquer), née le 31 janvier 1762 à Quimper, morte le 21 avril 1820 à Soissons (Aisne), est une épistolière française, surnommé la « Sévigné cornouaillaise ».

## Biographie
Fille de Guillaume François Audouin, né en décembre 1727 à Quimper et de Louise Élisabeth Taupin, née en 1739, elle se marie le 29 avril 1786 à Quimper avec François Hyacinthe de Pompéry, seigneur de Salsogne, vicomte de Couvrelles, veuf et sans enfant, qui occupa la charge de lieutenant dans la maréchaussée à Quimper à la fin des années 1770, dont elle eut trois enfants :  Louis Charles Hyacinthe de Pompéry (1787-1854), Antoine de Pompéry (1795-1873), qui fut maire de Ciry-Salsogne et Marie-Victoire-Alexandrine de Pompéry (1799-1855). Elle est la grand-mère de Théophile de Pompéry (1814-1880), homme politique français, et d'Édouard de Pompéry (1812-1895), journaliste politique et essayiste ; elle était aussi la cousine du célèbre médecin Laënnec qu'elle reçut maintes fois au château de Couvrelles où il venait « se délasser de ses travaux et satisfaire son amour pour la chasse ».
Elle estime son époux, mais ne l'aime pas vraiment. Il « ne répondait pas à l'idéal qu'elle s'était fait d'un mari ». Ses pensées se tournent vers son cousin, Augustin Audouyn de Kergus avocat à Hennebont, avec qui elle va échanger une correspondance fournie. Entre 1792 et 1805, sœur d'émigrés et femme d'aristocrate, fuyant la tourmente révolutionnaire, elle se réfugie à Pont-l'Abbé (Finistère) dans sa propriété du Séquer où elle mène une vie de campagnarde : « Ma lettre sentira peut-être le boudin : j'en ai fait cet après-midi. Ma truie ne m'a donné que quatre petits, mais ils sont vaillants et jolis comme des amours ».
En 1793, elle est un moment emprisonnée à Quimper : le 28 novembre 1793, elle écrit à son cousin de Kergus : « On nous permet d'écrire, pourvu que nos lettres passent à la surveillance » et, après avoir brièvement raconté qu'elle arrose ses chaînes de ses tristes larmes, elle ajouta aussitôt : « Je n'ai pas encore rempli vos bouts rimés d'un bout à l'autre, j'en ai seulement extrait les huit premiers vers. Je tâcherai de tirer quelque parti des autres rimes ». Même en prison, Anne-Marie Audouyn de Pompéry consacrait son temps à des jeux d'esprit. Mieux valait se livrer à ces innocentes distractions que de conspirer !
« Bonne musicienne sur son piano-forte, gloire de son salon de Quimper, poétesse naïve en bouts rimés, épistolière d'une saveur admirable, Mme de Pompéry, mariée à un lieutenant de la maréchaussée qui savait menuiser une estrade de théâtre, moucher la chandelle, tailler et peintre les décors pour le jeu des charades, vécut humblement ». « Le soir, entre chien et loup, (...), je me mets à mon piano, ce qui amuse beaucoup mes enfants. L'un me demande une marche, l'autre une gavotte ; je les satisfaits tour à tour autant que je le puis. (...) Quand la chandelle est allumée et tout le monde rassemblé, nous jouons au nain jaune, jeu charmant. Après souper, mon mari nous lit quelques ouvrages intéressants. Je tricote pendant la lecture. Cela nous mène jusqu'à dix heures ».
« Je devais être samedi à Quimper. Un ouragan et un déluge de 24 heures nous ont forcé de rester au Séquer, et le pis de l'aventure, c'est qu'ayant envoyé tous mes gens la veille, meubles et bagages et comestibles, nous avons pensé manquer de vivres. (...) Le samedi soir, le fidèle Scoarnec nous a pourtant apporté des sardines et du pain ; il était temps, nous n'avions plus rien du tout. Detaille a fricassé le poisson, Mlle de Casanbon a lavé les écuelles et j'ai mis le couvert sur un petit bout de tabler qui nous était resté. N'ayant pour toute ressource d'amusement que ma voix et ma quenouille, j'ai chanté en filant ».
À partir de 1805, Anne-Marie Audouyn de Pompéry réunissait autour d’elle, au château de Couvrelles, parents et amis, embellissant sa vie « par les plaisirs de l'esprit et les ressources qu’offre la musique. Les jours de naissance y étaient fêtés. Les charades, les proverbes, les concerts et les petits jeux, la danse et les promenades dans le parc, mille distractions dont la maîtresse du logis était l’âme, rendaient agréable le séjour de Couvrelles ».
Épistolière et musicienne de talent, elle correspond avec Jean-Jacques Rousseau et Bernardin de Saint-Pierre. Ses lettres, rassemblées en deux volumes, sont publiées en 1884 par un de ses petits-fils Armand de Pompéry. À la manière de Madame de Sévigné, elle laisse un témoignage sur la vie et les mœurs de son époque.

## Œuvres
- À mon cher cousin... une femme en Bretagne à la fin du XVIIIe siècle (correspondance de Mme de Pompery avec son cousin de Kergus de 1783 à 1805. Ces lettres sont l'occasion pour elle de faire partager sa passion pour la musique et la littérature. Érudite, musicienne et épistolière, elle livre un témoignage sur la naissance des temps modernes et la vie à Quimper et à Pont-l'Abbé à la fin du XVIIIe siècle. Suivie des Lettres du Soissonnais), Paris : Éditions du Layeur, 2008 [ (ISBN 978-2-911468-58-2)]
- Un Coin de Bretagne pendant la Révolution (correspondance avec son cousin et Bernardin de Saint-Pierre), Paris, Lemerre, 1884 (livre publié par son cousin Édouard de Pompéry en 1884)[9]. Lors de la parution de cet ouvrage, le journal Le Figaro écrit : « Ces lettres, qui comprennent le temps écoulé depuis 1799 jusqu'en 1818, sont pleines de grâce et de délicatesse : c'est un coin presque inconnu de la province au XVIIIe siècle qu'elles nous montrent en nous faisant connaître une femme qui résume par sa personne, ses affections, ses tendances, cette époque vraiment française par son esprit, par son art »[10].